# Кипрский народный банк
Кипрский народный банк (англ. Cyprus Popular Bank Public Co. Ltd, ранее Marfin Popular Bank, торговая марка Лаики банк (англ. Laiki bank, греч. Λαϊκι Τραπεζα) — до марта 2013 года вторая по величине банковская группа Республики Кипр после Банка Кипра. Банк возник в 1901 году как Народный Сберегательный банк Лимасола.
К началу 2013 года Лаики банк представлял собой сеть из более чем 295 филиалов, расположенных на Кипре, России, Украине, Румынии, Сербии, Великобритании и на Мальте. Акции Лаики банка были размещены на Кипрской и Афинской фондовой биржах. Банк также подал заявку на открытие представительства в Пекине. По состоянию на сентябрь 2012 года Лаики банк владел 16%-ой долей рынка по кредитам страны и 14,4%-ой депозитов. По состоянию на 30 июня 2012 года 84 % его акций принадлежало государству.

## Финансовый кризис и ликвидация
25 марта 2013 года Еврокомиссия объявила, что по причине финансового кризиса Кипрский Народный Банк будет ликвидирован путём перевода его застрахованных активов под управление Банка Кипра, который также подвергнется реструктуризации. Таким образом, активы КНБ фактически будут переданы его основному конкуренту. С 16 по 28 марта 2013 года активы обоих банках находятся в полностью замороженном состоянии.
В соответствии с Указом «О продаже определенных услуг банка Cyprus Popular Bank Public Co Ltd» от 2013 года, изданным в соответствии с Законом Республики Кипр «Об оздоровлении кредитных и иных институтов» от 29 марта 2013 года, застрахованные депозиты и большая часть активов и кредитов Кипрского Народного Банка были поглощены Банком Кипра (Bank of Cyprus).